# Upplands runinskrifter 818
Upplands runinskrifter 818 är en vikingatida runsten av mörkgrå granit i Gryta, Kulla socken och Enköpings kommun. Runstenen är 1,3 meter hög och 0,65 meter bred. Runhöjden är 5-6 centimeter. Runstenen har någon gång slagits sönder och de olika delarna har använts som spiselhäll och som grund i ett uthus. Det bevarade fragmentet stod 1941 lutat mot en stenmur. De övriga delarna av U 818 har eftersökts men ej återfunnits.
Ristningen är utförd av en skicklig ristare. Per Stille attribuerar ristningen till Äskil. Ordet "likhus" i inskriften torde betyda grav eller gravkista.

## Inskriften
Translitterering av runraden:
[knutr : auk : arnburk : auk : kusu]ir : auk : ku[n]ar : auk : halftan : auk : ikifastr [: ristu : stain : þinsi ... ---- i : k]rutum : auk : likhus : auk : bru : k[uþ : hiabi : ot has : nu]
Normalisering till runsvenska:
Knutr ok Arnborg ok Guðveʀ(?) ok Gunnarr ok Halfdan ok Ingifastr ræistu stæin þennsi ... ... i Grytum/Griutum ok likhus/liknhus ok bro. Guð hialpi and hans nu.
Översättning till nusvenska:
Knut och Arnborg och Gudve(?) och Gunnar och Halvdan och Ingefast reste denna sten ... i Gryta, och likhus och bro. Gud hjälpe hans ande nu.